# Richard H. Tedford
Richard Hall Tedford, né le 25 avril 1929 à Encino, en Californie, et mort le 15 juillet 2011 à Demarest, dans le New Jersey, est un paléontologue américain. Il a été conservateur au Département de paléontologie des vertébrés du Muséum américain d'histoire naturelle à New York après y avoir été nommé en tant que commissaire en 1969.

## Biographie
Il a obtenu un Baccalauréat de l'Université de Californie à Los Angeles avec une spécialisation en chimie et a obtenu son doctorat de l'Université de Californie à Berkeley en 1959.
Tedford a été l'un des plus grands spécialistes de l'évolution des carnivores et a souvent travaillé avec le professeur Xiaoming Wang sur les fossiles de l'histoire des canidés, établissant ainsi la base de l'évolution des relations de canidés au cours des 40 derniers millions d'années.
Tedford était un résident du bourg de Demarest dans le New Jersey au moment de sa mort le 15 juillet 2011, ayant auparavant vécu à proximité de Cresskill. Après avoir souffert d'un cancer du côlon, il est décédé à la suite d'une fracture du crâne après être tombé accidentellement chez lui.

## Publications
- (en) Phylogenetic systematics of the North American fossil Caninae (Carnivora, Canidae) 2009
- (en) Dogs: Their Fossil Relatives and Evolutionary History (en). Xiaoming Wang and Richard H. Tedford,  (ISBN 978-0-231-13529-0)
- (en)  Phylogenetic systematics of the Borophaginae (Carnivora, Canidae) / Xiaoming Wang, Richard H. Tedford, Beryl E. Taylor. New York : American Museum of Natural History, c1999.
- (en) The terrestrial Eocene-Oligocene transition in North America, 433–452. New York: Cambridge University Press, Wang, X.-M., and R.H. Tedford. 1996. Canidae. In D.R. Prothero and R.J. Emry (editors)
- (en) Ancestry: evolutionary history, molecular systematics, and evolutionary ecology of Canidae. The biology and conservation of wild canids. New York: Oxford University Press, Wang, X.-M., R.H. Tedford, B. Van Valkenburgh, and R.K. Wayne. 2004.
- (en) Review of some Carnivora (Mammalia) from the Thomas Farm local fauna (Hemingfordian, Gilchrist County, Florida) by Richard H. Tedford, American Museum of Natural History, 1976

- (en) Late Cenozoic Yushe Basin, Shanxi Province, China: Geology and Fossil Mammals, Richard Tedford, Zhan-Xiang Qiu, Lawrence Flynn 2012